# Dallara F3 2019
O Dallara F3 2019 é a primeira geração de monoposto desenvolvida pelo fabricante italiano Dallara para ser usado como o único chassi do Campeonato de Fórmula 3 da FIA, uma categoria de apoio da Fórmula 1. O F3 começou a ser empregado na temporada inaugural da categoria. Está planejado para permanecer em serviço até o final da temporada de 2021. Como o campeonato de Fórmula 3 é uma categoria de monotipos, o F3 2019 é usado por todas as equipes e pilotos que competem na categoria. O F3 2019 foi apresentado no final de semana da rodada final da GP3 Series em Abu Dhabi em novembro de 2018 e, mais tarde, fez sua primeira aparição pública quando as equipes que disputavam o campeonato inaugural completaram um dia de teste no circuito de Nevers Magny-Cours em fevereiro de 2019.